# Kolatura
Kolatura [kolátura] či starším pravopisem kollatura (latinsky collatura) nebo také farní obvod je území, na němž je vykonávána duchovní správa z jednoho místa. Kolaturu by zpravidla měla tvořit jen jedna farnost, při nedostatku kněží jich však může být i více, z nichž v jedné duchovní správce (farář nebo administrátor farnosti) sídlí a ostatní jsou spravovány excurrendo. Označení je odvozeno od pojmu kolátor, kterým se rozumí osoba, která má podací právo, tedy právo navrhnout při obsazování beneficia konkrétního duchovního.
Z hlediska státní správy to může trochu připomínat obce s pověřeným obecním úřadem či obce s rozšířenou působností.